# Massimiliano Quilici
Massimiliano Quilici (Lucca, 3 aprile 1799 – Lucca, 18 ottobre 1889) è stato un compositore italiano.

## Biografia
È stato il maestro cappella del Duca di Lucca e professore di canto, accompagnamento e teoria musicale presso la scuola di grammatica musicale di quella città.
Per le date e il luogo di nascita è probabilmente discendente dei musicisti Biagio (1774–1861) e Domenico (1759–1831) Quilici.
Professore e compositore di musica sacra, ha dato lezioni private a Maria Luisa di Borbone, duchessa di Lucca.
Sull'esempio di quella fiorentina, promosse nel 1861 la fondazione di una Società del Quartetto (le altre società italiane omologhe cominciarono a sorgere dal 1865). Lo stesso Quilici ne fu direttore e si impegnò soprattutto a divulgare la musica da camera di Luigi Boccherini, che aveva conquistato l'interesse di molti musicisti italiani.
Morto nel 1889, riposa nel cimitero urbano della sua città.

## Opere
Ha composto le seguenti opere:
- Francesca da Rimini[2], rappresentata nel 1829 (Teatro del Giglio, Lucca)
- Bartolomeo della Cavalla, rappresentata nel 1838 (Teatro San Benedetto, Venezia),
- La penna del Diavolo, rappresentata per la prima volta a Firenze nel 1861.

Inoltre, è l'autore, di diversi cori, cantate, una messa ed altre opere.